# Geo-Force
Geo-Force, il cui vero nome è Brion Markov, è un personaggio dei fumetti pubblicati dalla DC Comics. Markov è il principe di Markovia e il fratellastro di Terra. Geo-Force è uno dei membri fondatori del gruppo di supereroi Outsiders. Apparve per la prima volta in The Brave and The Bold n. 200 (Luglio 1983). Il personaggio fu creato da Mike W. Barr e Jim Aparo.

## Biografia del personaggio

### Batman e gli Outsiders
La dr.ssa Helga Jace utilizzò un dispositivo per donare al principe Brion Markov i super poteri con cui avrebbe potuto fermare un'insurrezione creata dal perfido Barone Bedlam. In quello stesso tempo, cinque altri supereroi si convertirono in Markovia per vari motivi. Gli eroi veterani Batman, Metamorpho e Black Lightning unirono le forze con quelle di Geo-Force e di due altri nuovi eroi, Katana e Halo. Dopo aver fermato l'insurrezione, gli eroi decisero di unirsi agli Outsiders, con Batman (dopo che diede le dimissioni dalla Justice League of America) come leader.
Come membro degli Outsiders, Brion si unì ai suoi compagni sebbene occasionalmente ebbe divergenze con Batman e i suoi dovuto alla sua personalità irascibile. Quando non era attivo come supereroe, Brion frequentava il college negli Stati Uniti e cominciò ad uscire con una sua compagna di classe, Denise Howard.
In una delle loro prime missioni, gli Outsiders si unirono ai Teen Titans che venivano guidati dalla spalla di Batman, Robin. Fu durante una di queste avventure che venne rivelato che Brion era il fratello di Tara Markov, anche conosciuta come Terra dei Teen Titans. Tara era la figlia che Re Markov ebbe da una sconosciuta donna americana. Temendo lo scandalo, il re mandò Tara negli Stati Uniti per esservi cresciuta. Sconosciuto a Geo-Force e ai Titans, Tara era una spia che lavorava per Deathstroke. Brion era contento di essersi riunito con la sua sorellastra, sebbene Tara era meno felice, dovuto alla paura che Brion potesse dire la verità ai Titans e magari smentire la versione della sua vita raccontata ai suoi compagni e di come ottenne i suoi poteri.
Molte settimane dopo, Terra tradì i Titans a Deathstroke la Terminatrice. Nella battaglia climatica tra i Titans, Deathstroke e Terra, la personalità sociopatica di quest'ultima si liberò quando tentò di uccidere sia Deathstroke sia i Titans, quando il figlio di deathstroke, Joseph, intervenne a nome dei Titans per fermare suo padre. Alla fine, Terra si uccise accidentalmente quando tentò di bruciare i Titans ancora vivi in una massiccia tempesta di massi. All'inizio, i Titans non dissero a Geo-Force del suo tradimento, facendogli pensare che lei fosse morta da eroina. In un incontro postumo, Batman disse la verità a Geo-Force, che lo lasciò ancora più affranto di quanto non fosse prima. Nella sua depressione, Geo-Force non poté continuare a indossare il suo costume, poiché gli ricordava Tara, che vestiva un'uniforme simile. Disegnato e suggerito da Batman, un costume verde e oro gli fu presentato dai suoi compagni per sollevargli il morale. Funzionò con successo, e Geo-Force indossò quei colori per quasi tutta la sua carriera. I colori avevano una doppia importanza per Geo-Force in quanto erano entrambi i colori della bandiera nazionale della sua terra natia, e simbolicamente rappresentavano la Terra, da cui derivano i suoi poteri (verde), mentre gli ricordano quanto preziosi siano (oro). Nel tempo in cui fu un membro della Justice League tuttavia, Geo-Force ritornò ad una versione più vecchia della sua uniforme. Non fu data nessuna spiegazione per ciò, sebbene si possa dedurre che ciò era un responso subcosciente dell'ottenimento dei suoi poteri dalla Terra della sua scomparsa sorella.

### Gli Outsiders
Dopo che gli Outsiders ruppero con Batman, furono segretamente finiaziati dalla Markovia. Durante questo tempo, Geo-Force fu leader non ufficiale della squadra. Tuttavia, questa informazione saltò fuori e Major Disaster fece saltare la loro base.
Intorno a quel tempo, la sovranità di Markovia finì di nuovo sotto minaccia. Investigando il nuovo Primo Ministro, Geo-Force guidò un gruppo di membri degli Outsiders e dell'Infinity, Inc. nella sua casa madre. Essendo cresciuto nel castello principale, fu facile per Geo-Force condurli all'interno.Scoprì presto che lo Psico-Pirata, sotto la copertura del nemico di lunga data degli Outsiders, il Barone Bedlam, stava tentando di conquistare il paese.
Nel frattempo Brion ebbe una relazione di una notte con Looker, quando il team naufragò su un'isola deserta. La mossa avrebbe strappato la relazione tra Brion e la sua fidanzata Denise così come la relazione di Looker e di suo marito. Brion e Looker decisero comunque di rimanere amici.
Il Governo degli Stati Uniti negò ulteriori aiuti alla Markovia, finché non gli fossero stati dati i veri nomi degli Outsiders. Prima che Re Gregor, il fratello di Brion, potesse fare una decisione, venne assassinato. Brion divenne re, ma fu costretto ad abdicare e fu imprigionato con sua cognata, Iona, che gli rivela di essere incinta. Looker, rivelò a Brion che l'assassino di suo fratello era la dr.ssa Jace. Ella aveva tradito il gruppo per conto dei Manhunters, di cui venerava la dedizione alla conoscenza. Alla fine la dr.ssa Jace fu uccida con un Metamorpho sotto controllo mentale. Tutto questo, insieme ad una seconda battaglia con i discendenti della sua compagna Looker, che risultò essere temporaneamente senza poteri e Halo invece fu ferita, causò uno scioglimento degli Outsiders e il pensionamento di Brion come Geo-Force.
Nei primi anni novanta tuttavia, gli Outsiders sarebbero rinati con gli ex Outsiders Geo-Force, Katana, Halo e Looker e i nuovi entrati Faust, Technocrat e Wylde. Gli ultimi due sono alla mano per vendere nuovi vestiti da combattimento a Markovia. La Regina Iona si allea con Roderick, un vampiro, al fine di uccidere Geo-Force, sebbene il primo tentativo fece sembrare Technocrat sotto attacco. Utilizzando l'incapacità di un vampiro di essere ricordato, Roderick incastrò Geo-Force per il delitto in prima persona di Iona, costringendo la squadra a scappare.
Geo-Force e gli Outsiders scapparono per un po', nascondendosi maggiormente in America, infine distrussero Roderick e le sue legioni di vampiri e cambiarono nome. Alla fine della seconda serie di "Outsiders", Brion si sposò con la sua fidanzata di lunga data Denise Howard.
Durante questo tempo, un'altra Terra comparve come parte di un gruppo conosciuto come i Teen Titans, che sembrarono essere venuti dal futuro. Questa nuova Terra affermò di essere stata una ragazza normale, i cui poteri di Terra le furono donati come conseguenza di un virus del DNA. Il primo tentativo di Brion di parlarle fallì quando fu schiacciato da una colonna di roccia che lei creò durante una festa. Sfortunatamente, gli scienziati Markoviani la attaccarono nel tentativo di forzare la duplicazione dei suoi poteri. Geo-Force e gli altri Titans riuscirono però a salvarla.
Ulteriori rivelazioni implicarono che questa Terra era infatti del loro tempo, quando la tomba della Terra originale fu dissepolta e la salma fatta sparire.
Brion invitò Terra a vivere in Markovia, cosa che lei accettò, quando il suo gruppo di Titans si sciolse. In Markovia, gli scienziati fecero alcuni test per scoprire se Terra era o no la sorella di Brion. La stessa Terra temeva i risultati, temendo di essere in realtà una traditrice. Quando i risultati ebbero esito positivo, Brion mentì a Terra dicendole che i test erano negativi, al fine di risparmiarle ulteriori stress dovuti ai risultati inconclusivi.
Intorno a quel tempo, una parte dell'incidente del Giorno del Giudizio, un portale che conduceva all'inferno minacciava di inghiottire l'intera Markovia. Un piccolo gruppo di Outsiders, inclusa la nuova Terra, Katana e l'originale Halo, si unirono per combattere.
Geo-Force comparve brevemente in "52" #35, assistendo i cittadini di Metropolis feriti in un incidente di massa causato da Lex Luthor. Più tardi fu una parte degli eroi raccolti dalla Justice Society alla fine di 52 per battere Black Adam, che infuriato dopo la morte di sua moglie e suo cognato, uccise Terra II. Prima della battaglia, Geo-Force disse a Changeling di non incolparsi della morte di Terra II.

### Justice League of America
Mentre salpava sul suo yacht al di fuori della costa Greca, Geo-Force all'improvviso perse il controllo dei suoi poteri, che erano improvvisamente cambiati e includevano il potere di sua sorella di manipolare la terra. Questo incrementò il suo potere che causò a Geo-Force un black-out, e fu causato da Deathstroke traite inspecificati mezzi.
Geo-Force chiese aiuto alla nuova riformata Justice League of America, diventando un membro non ufficiale del gruppo. Fu infine rivelato che ciò era il piano globale di Deathstroke, che si confrontò infine con Geo-Force al fine di ricattarlo per farlo diventare una delle sue spie, proprio come Terra, in cambio della promessa di Deathstroke di eliminare i poteri che aveva donato a Geo-Force. Sfortunatamente per Deathstroke tuttavia, Geo-Force informò Superman, Batman e Wonder Woman dei piani di Deathstroke e accettò di divenire un doppio agente: spia di Deathstroke per la League spiava Deathstroke per la League.
Sfortunatamente, i piani fallirono quando Lex Luthor organizzò una nuova incarnazione della Injustice League e catturò la Justice League. Mentre era prigioniero, Geo-Force fu brutalmente torturato con Red Tornado, dalle mani di Gorilla Grodd. Mentre guariva dalle ferite, Geo-Force fu tradito dall'ultima incarnazione degli Outsiders di Batman, con profondo sgomento di Geo-Force e infine la sua rassegnazione.
In "Ultime Volontà e Testamento dell'Universo DC" Geo-Force si scontra con Deathstroke. Mentre contemplava l'omicidio, fu persuaso dal farlo da Black Lightning e Rocky Davis dei Challengers of the Unknown. Perse molto sangue mentre combatteva contro Deathstroke, ma portò il combattimento allo stesso livello quando il figlio di Slade, Jericho, fu rapito. Vedendolo tagliarsi la gola nella stessa maniera in cui fu tagliata quella di suo figlio, Deathstroke abbassò la guardia, permettendo a Geo-Force di impalarlo con la sua stessa spada.

## Poteri e abilità
Come dal nome, tutti i poteri di Brion sono in qualche modo collegati alla Terra. Può manipolare il campo gravitazionale terrestre per rendere un oggetto più pesante o più leggero. Può anche proiettare scorci di "esplosioni di lava" come imitazione dell'eruzioni vulcaniche. Utilizzando gli effetti combinati della manipolazione gravitazionale e la spinta della lava, Geo-Force può volare a grande velocità per brevi periodi di tempo. Geo-Force ha dimostrato anche il potere di manipolare la Terra stessa, in una maniera simile a quella di Terra (dei Titans).
Geo-Force possiede inoltre una grande resistenza e un'impressionante forza super umana, paragonabili a quelli di Wonder Woman. Quando gli fu sparato alla schiena dal clone del suo nemico, il Barone Bedlam, le pallottole lo scalfirono, ma non fecero nulla alla sua pelle. Con l'aggiunta dei poteri di Terra, la sua resistenza sembra diminuita. Ora può essere tagliato da oggetti taglienti, ma a causa di ciò i suoi poteri di manipolazioni terrestre si incrementano.
Geo-Force ottenne i suoi poteri dovuti in parte dalla sua eredità di principe di Markovia, e dagli effetti del dispositivo disegnato per manifestare i suddetti poteri. La fonte dei poteri di Brion vengono direttamente dalla Terra. Durante la sua prima avventura, Geo-Force fu apparentemente ucciso, e fu seppellito dai soldati. La Terra nutrì Geo-Force, guarendo le sue ferite e ricaricandolo. Geo-Force si ritrova al massimo della sua forza quando si trova sul terreno; i suoi poteri e la sua salute si deteriorano quando viene allontanato dal suolo per lunghi periodi di tempo. In casi simili, Geo-Force potrebbe anche morire se non fosse portato a contatto con la Terra in tempo.